# Can Bosquets de Dalt
Can Bosquets de Dalt és una obra de Santa Pau (Garrotxa) inclosa a l'Inventari del Patrimoni Arquitectònic de Catalunya.

## Descripció
Can Bosquets de Dalt està situat entre el Pla de les Forques i la Vall de Sant Martí Vell, prop dels contraforts de la serra de Sant Julià del Mont. És un gran casal de planta rectangular, amb baixos i dos pisos. A nivell del primer pis conserva tres amples arcades i dos balcons amb boniques baranes de fusta; a nivell del segon pis, les tres arcades es conserven, però amb mides molt més reduïdes. La façana de darrere, és a dir, la nord, conserva dues boniques finestres, emmarcades amb carreus molt ben tallats de color vermellós.

## Història
L'actual propietària de Can Bosquets de Dalt continua tenint cura del vell casal i tots els seus camps de conreu estan treballats. Possiblement, Can Bosquets de Dalt va ser bastit a finals del segle xviii o principis del XIX i va sofrir diverses remodelacions posteriorment. El vulcanisme que l'envolta, provoca estats ambientals d'una força que torba, essent un indret on s'escauen les històries més ingènues: bruixes, bruixots i follets, tenen una permanència popular que sobreviu a qualsevol tècnica actual.